# Ueli Berger
Ulrich Christian «Ueli» Berger (* 7. Mai 1937 in Bern; † 8. November 2008 ebenda) war ein Schweizer Künstler, Produktdesigner, Innenarchitekt und Hochschullehrer. Er war mit Susi Berger verheiratet; zusammen war das Künstler- und Designerehepaar als Susi und Ueli Berger bekannt.

## Leben und Arbeit
Ueli Berger wurde 1937 in Bern in einer kunstaffinen Familie geboren. Seine Mutter Hedwig Berger-Meienberg war Fotografin, sein Vater Hermann Berger Malermeister und sein Grossvater Alois Meienberg Kunstmaler.
Zwischen 1953 und 1956 absolvierte er eine Malerlehre bei Werner Thomet. 1958 begann er, Kurse an der Kunstgewerbeschule in Bern zu besuchen, wo er Susi Berger (damals Wyss) kennenlernte. 1960 begann er eine Ausbildung in Möbelentwurf, Formgebung und Innenarchitektur mit einem Volontariat bei Hans Eichenberger, der den Anfang von Ueli Bergers Karriere stark beeinflusste. Zwischen 1965 und 1969 war er Leiter der Design- und Entwicklungsabteilung der Firma Troesch in Bern.
Ab Mitte der 60er Jahre war er parallel dazu auch schon als Künstler tätig, nahm an unterschiedlichen Kunstausstellungen teil und war Mitglied der Avantgarde-Gruppe «Bern 66». Im Verlauf seines Schaffens konnte er viele Einzel- und Gruppenausstellungen im In- und Ausland realisieren. Unter seinen Werken findet man Installationen, Objekte, Fotomontagen und Arbeiten auf Papier. Sein Gesamtwerk war multidisziplinär und überschritt immer wieder die Grenze zu Architektur und Design.
Ueli Berger begann sein künstlerisches Schaffen in der Tradition des Konstruktivismus und entwickelte mit der Zeit einen experimentelleren Ansatz. Er befasste sich mit Themen des Lichts, der Bewegung sowie der Wechselwirkung zwischen Fläche und Raum. Ab Anfang der 70er Jahre führte er künstlerische Gesamtgestaltungen von Gebäuden und öffentlichen Plätzen sowie Interventionen an Abbruchobjekten durch. Bei seinen Installationen dienten Objekte im öffentlichen Raum oft als Ausgangslage, wie beispielsweise bei der Skulptur für Fussgänger, die für die 8. Plastikausstellung in Biel entworfen wurde (1986).
In seiner Tätigkeit als Designer – besonders als Möbeldesigner – lässt sich eine deutliche Entwicklung in seinem Arbeitsansatz zwischen den früheren und den späteren Werken erkennen. War er zu Beginn noch der sogenannten «guten Form» mit ihrem funktionellen und ökonomischen Entwurfsdenken verpflichtet, entwickelte er mit der Zeit einen spielerischeren, lustvollen Designansatz, welcher auch die lebenslange Zusammenarbeit mit seiner Frau Susi Berger charakterisiert.
1970 machte er sich als Künstler und Designer selbständig.
Im Laufe seiner Karriere entwickelte Ueli Berger eine enge Zusammenarbeit mit verschiedenen Hochschulen. Er war Mitbegründer der Fachklasse für freie Kunst an der Schule für Gestaltung in Bern und hatte an derselben von 1978 bis 1993 einen Lehrauftrag. Darüber hinaus hatte er zwischen 1982 und 1986 einen Lehrauftrag für plastisches Gestalten an der ETH Zürich. Schliesslich lehrte er 2001 bis 2002 an der École cantonale d’art du Valais in Sierre.

## Leben und Zusammenarbeit mit Susi Berger-Wyss
Siehe Auch: Susi und Ueli Berger
Ueli und Susi Berger lernten sich an der Kunstgewerbeschule in Bern kennen und heirateten 1962. Das Paar hat drei Kinder (* 1963, * 1964, * 1967).
Parallel zu den eigenen Kunst- und Designprojekten haben Ueli und Susi Berger ein Leben lang gemeinsame Projekte entwickelt. Ihre Zusammenarbeit war multidisziplinär und umfasste Design, Kunst, Grafik, Kunst am Bau, Kunst im öffentlichen Raum und Kunsthandwerk. Ein genauer Zeitpunkt für den Anfang der Zusammenarbeit lässt sich nicht definieren. Ihre Beziehung war von Anfang an von einem regen Ideenaustausch geprägt. Dieser führte ab Anfang der 60er Jahre zu einer engen und fruchtbaren Zusammenarbeit beim Entwurf von Möbeln und ab den 70ern auch zu gemeinsamen Interventionen an Gebäuden und im öffentlichen Raum.
Die Zusammenarbeit hat zum Entwurf und zur Produktion ikonischer Arbeiten geführt – besonders im Bereich des Möbeldesigns.

## Werke (Auswahl)
Siehe Auch: Susi und Ueli Berger

### Kunst
Installationen
- Installation aus der Ausstellung «Ueli Berger. Installationen 1966–2006» im Kunsthaus Langenthal, 2006 (Sammlung Peter und Elisabeth Bosshard, Rapperswil-Jona)
- 1966–1967: Stuhl
- 1972: Risse, Rauminstallation in der Ausstellung «Giovane Arte Svizzera», Rotonda di Milano
- 1980: Real water music
- 1980: Horizont, Installation in der Galerie Bob Gysin, Zürich
- 1982: Nature morte
- 1984: Die Welt in Farbe
- 1984–2006: Hommage an Piero Manzoni
- 1987: Ist es noch zu früh, zu denken, dass es schon zu spät ist?
- 1991–2006: Unfarben
- 1992–2005: Lager
- 1999: Raumsaiten
- 1999–2006: Supposition III
- 2000–2005: Drumming
- 2001: Supposition I
- 2001: Boot
- 2001–2006: Supposition II
- 2004–2006: Endloszeichnung (Hommage an Piero Manzoni)
- 2004–2006: Supposition IV (Kinderzimmer)

Skulpturen, Objekte
- 1967: Symptom II, Kunsthaus Aarau
- 1967/1968: Symptom V
- 1969–1970: Symptom, 5. Plastikausstellung Biel
- 1970: Block
- 1972: Oil on canvas
- 1976: Hügelschnitt, Sammlung Gockhausen, Zürich
- 1976: 3-D Palette, Sammlung Peter Friedli, Bern
- 1977: Bloc Notes, Privatbesitz, Fribourg
- 1982: Schlachthof
- 1983: Malerglück
- 1997: Twins, Sammlung Peter und Elisabeth Bosshard, Rapperswil-Jona

Fotomontagen
- 1972: Rotonda di Milano
- 1972: Brücke
- 1970–1972: Dokumente
- 1975: Sicherheit
- 1975: Hügelschnitt
- 1975: Lanschaftsseil
- 1978: Landschaftsseil

Mikro – Makro
- 1996–2004: Mikrofotografien: unter anderem Punkt blau (2002), Punkt rot (2002), Punkt gelb (2002) und Zeichnung (2002)

Autowindschutzscheiben und Gummiskulpturen
- 1988: Fluke
- 1988: Unak, Sammlung Peter und Elisabeth Bosshard, Rapperswil
- 1988: Myop
- 1988: Vredestin
- 1989: Maske, Sammlung Peter und Elisabeth Bosshard, Rapperswil
- 1988/1989: Gummizeichen
- 1989: LUV, Kunstmuseum Bern
- 1989: Schild, Seedamm-Kulturzentrum, Pfäffikon SZ
- 1989: Duplex
- 1990: Grosses Boot
- 1991: Interdependenz
- 1991: Sehr ähnlich II
- 1992: Bodendruck, Ausstellung Kunsthalle Bern

### Kunst im öffentlichen Raum
- 1970: Pausenplatz Skulptur Schulhaus Melchenbühl Gümligen b. Bern[5]
- 1972: Erdschnitte (Land Art-Projekt)
- 1972–1989: Umkehrtreppe, Thun, Sekundarschulhaus Progymatte
- 1972–1989: Empfänger, Zollikon, Stiftung Sammlung Dr. Hans König
- 1973/1975: Autobegrasungen, Parkplatzprojekt für Bern[6]
- 1975: PH-PH, 6. Schweizer Plastikausstellung, Biel
- 1977: Bio-logische Skulptur, Tierpark Bern
- 1979–1980: Jura, Biel, Kunsthaus Pasquart
- 1979–1980: Standpunkt, Basel Grün 80, Brüglingen-Park
- 1982: Hommage an das Milchgässlli, Kunstmuseum Bern und Bahnhofplatz Bern
- 1983: Art sin tumas, Domat/Ems
- 1983: Zuckerwattetor, für die Neueröffnung des Kunstmuseums Bern
- 1984: Bumerang, in der Empfangshalle von Création Baumann, Langenthal
- 1985–1986: Grosser Chribel, Bern, Die Mobiliar
- 1986: Rückgrat, Bern, Psychiatrische Klinik Waldau
- 1986: Subskulpturen, für die Freilichtausstellung «Merkzeichen/Repères» im Wallis
- 1986: Skulptur für Fussgänger, 8. Plastikausstellung Biel
- 1988–1991: Boot, Neuenburg, Musée d’art et d’histoire; Pfäffikon (SZ), Seedamm Kulturzentrum; Rapperswil, Kunst(Zeug)Haus; Risch-Rotkreuz, Oberstufenschulhaus
- 1989–1996: Ring, Luzern, Verkehrshaus der Schweiz
- 1992: Kugel – Schatten – Volumen, Kantonsspital Aarau
- 1993–1995: Raumellipse, Bern, Staatskanzlei
- 1995: Genezareth

### Design
- 1967: Soft Chair, Victoria-Werke AG, Baar; Susi und Ueli Berger[7]
- 1968: Multi-Soft, Victoria-Werke AG, Baar; Susi und Ueli Berger[8]
- 1969: Badewanne deluxe, Troesch & Co., Bern
- 1970: Wolkenlampe, Vertrieb seit 2002 Wohnbedarf Basel; Susi und Ueli Berger[9]
- 1972: 5-Minuten-Stuhl, Einzelstücke; Susi und Ueli Berger[10]
- 1977: Reaktionstisch, Kleinserie, Röthlisberger, Gümligen BE; Susi und Ueli Berger[11]
- 1981: Kung-Fu, Röthlisberger, Gümligen BE; Susi und Ueli Berger[12]
- 1981: Schubladenstapel, Röthlisberger, Gümligen BE; Susi und Ueli Berger[13]

## Stipendien und Auszeichnungen
- 1961: Eidgenössisches Stipendium für angewandte Kunst
- 1967: Kunststipendium des Kantons Bern
- 1968: Kunststipendium des Kantons Bern
- 1970: Eidgenössisches Stipendium für angewandte Kunst
- 1972: Eidgenössisches Stipendium für angewandte Kunst
- 2010: Grand Prix Design für Susi und Ueli Berger, Bundesamt für Kultur, Bern (postum)[14]
- 2017: Berner Design Preis für Susi und Ueli Berger, (postum)[15]

## Ausstellungen (Auswahl)

### Kunstausstellungen
- 1966: Kunsthalle Bern, Teilnahme an der Ausstellung Weiss auf Weiss
- 1967: Kunsthalle Bern, Teilnahme an der Ausstellung Science Fiction
- 1971: New York Cultural Center, Ausstellung The Swiss Avantgarde als Teil der Gruppe «Bern 66»
- 1971–1972: Ausstellung Giovane Arte Svizzera in Mailand als Teil der Gruppe «Bern 66»
- 1972: Kunstmuseum Bochum, Ausstellung Profile X, Schweizer Kunst heute als Teil der Gruppe «Bern 66»
- 1993: Retrospektive im Centre Pasquart Biel und gleichzeitig im Musée d’art et d’histoire in Neuenburg
- 2006: Kunsthaus Langenthal, Einzelausstellung Ueli Berger. Installationen 1966–2006
- 2007: Kunstmuseum Bern, Einzelausstellung Ueli Berger. «Alles in Allem». Arbeiten auf Papier 1967 –2007
- 2009: Kunst(Zeug)Haus, Rapperswil-Jona, Retrospektive Hommage an Ueli Berger

### Designausstellungen
- 1999–2001: Museum für Gestaltung Zürich, Monografische Ausstellung im Schaulager Werkschau Berger: Möbel und Objekte (mit Susi Berger)
- 2018: Museum für Gestaltung Zürich, Ausstellung PA-DONG! Die Möbel von Susi und Ueli Berger